# 梁文貞
梁文贞（?—?），唐朝虢州阌乡县（今河南省灵宝市）人。
梁文贞年轻时从军守边，回家时，父母皆亡。梁文贞恨不能奉养送终，于是打通墓穴作门，修石阶以便出入，晨夕在里面洒扫。在父母墓侧结庐居住三十年，未尝片刻离开。一直不说话，家人有所问，只是画字回答。其后山水冲断驿路，另在原上开道，经过梁文贞墓前。于是行人见到，远近无不钦叹。唐玄宗开元初年，阌乡县令崔季友刻石记载他的事迹。开元十四年，刺史许景先上奏：“梁文贞孝行绝伦，泣血庐墓，三十馀年，请宣付史官。”

## 延伸阅读
[在维基数据编辑]
 《舊唐書·卷188》，出自刘昫《舊唐書》
 《新唐書·卷195》，出自《新唐書》